# Tera Jet
Die Tera Jet ist eine Schnellfähre der in Zypern ansässigen Reederei Seajets, die 1999 als Scorpio für die italienische Tirrenia – Compagnia italiana di navigazione in Dienst gestellt wurde. Nach mehreren Jahren ungenutzter Liegezeit ist sie seit Juli 2014 für ihren jetzigen Betreiber im Einsatz.

## Geschichte

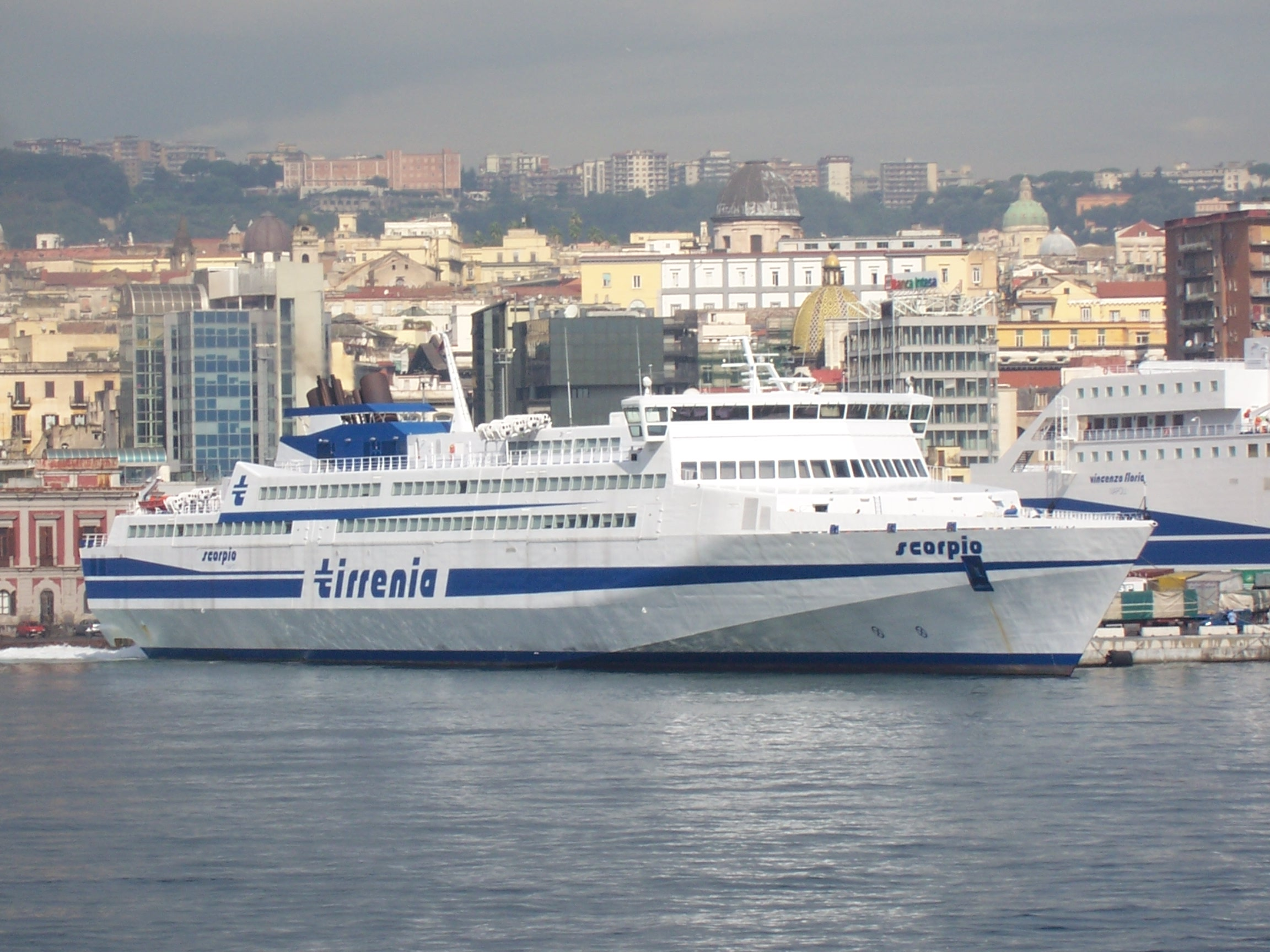
Als Scorpio in Neapel, Oktober 2005

Die Scorpio wurde am 5. Mai 1998 unter der Baunummer 6047 bei Fincantieri in Riva Trigoso auf Kiel gelegt und am 17. März 1999 vom Stapel gelassen. Nach seiner Ablieferung an die Tirrenia – Compagnia italiana di navigazione am 4. Juni 1999 nahm das Schiff im selben Monat den Fährdienst von Genua über Porto Torres nach Olbia auf.
2001 wechselte die Scorpio auf die Strecke von Civitavecchia nach Olbia. 2005 wurde das Schiff an die italienische Reederei Siremar verchartert, ehe es 2006 aufgelegt wurde. Von Mai bis September 2008 war die Scorpio unter Charter von Corsica Ferries zwischen Livorno und Golfo Aranci im Einsatz, anschließend lag sie erneut in Castellammare di Stabia auf. 2009 wechselte das Schiff seinen Ankerplatz nach Arbatax, ab 2010 lag es in Cagliari.
Im September ging die Scorpio unter dem abgeänderten Namen Scorpio I an Karina Shipping mit Sitz in Tuvalu, blieb jedoch weiterhin Cagliari liegen. Im April übernahm die in der Dominikanischen Republik ansässige Millenia Shipping das Schiff und taufte es einen Monat später in Ronke um. Es wurde nach Eleusis überführt, wo es weiter auflag. Nach einem weiteren Besitzerwechsel an einen Eigner in Tansania und eine Umbenennung in Amor im Juni 2012 wurde ging die Schnellfähre nach Drapetsona, wo sie nach einem erneuten Besitzerwechsel unter der Flagge Panamas den Namen Sea Breeze III erhielt, jedoch weiterhin nicht in den Dienst zurückkehrte.
Im März kaufte die in Zypern ansässige Reederei Seajets die Sea Breeze III als ihr neues Flaggschiff. Im Mai 2014 erhielt es den Namen Tera Jet und kehrte am 25. Juli 2014 nach fast sechs Jahren ungenutzter Liegezeit auf der Strecke von Heraklion nach Santorin in den aktiven Dienst zurück. Nach einer kurzen Aufliegezeit im Oktober 2014 ist das Schiff heute zwischen Tinos, Mykonos und Paros im Einsatz.
Das Schwesterschiff Capricorn besitzt die gleichen Abmessungen, ist jedoch seit 2007 inaktiv. Die beiden anderen Schwesterschiffe Aries und Taurus wurden bereits 2011 im türkischen Aliağa abgewrackt.

## Antrieb
Die Tera Jet besitzt eine kombinierte Maschinenanlage aus vier Dieselmotoren vom Typ MTU-20V1163 sowie zwei Gasturbinen vom Typ LM2500, die von General Electric und Fiat hergestellt wurden. Letztere werden häufig für Tragflügelboote, Luftkissenboote und Schnellfähren eingesetzt. Die Maschinenanlage treibt die vier am Heck befindlichen Hydrojets (Wasserstrahlantrieb) an. Die beiden mittleren Hydrojets vom Typ KaMeWa 180 SII sind feststehend, während die beiden seitlichen Hydrojets vom Typ KaMeWa 140 SII gesteuert werden können und somit auch als Ruder fungieren.